# Luka (Zagreb)
Pour les articles homonymes, voir Luka.
Luka est un village et une municipalité située dans le comitat de Zagreb, en Croatie. Au recensement de 2001, la municipalité comptait 1 419 habitants, dont 99,08 % de Croates et le village seul comptait 411 habitants.

## Localités
La municipalité de Luka compte 5 localités :
- Krajska Ves
- Luka
- Pluska
- Vadina
- Žejinci